# Hengshan, Jixi
Hengshan är ett stadsdistrikt i Jixi i Heilongjiang-provinsen i nordöstra Kina.